# Paul-Heinz Wellmann
Paul-Heinz Wellmann (Haiger, 31 marzo 1952) è un ex mezzofondista tedesco, vincitore di una medaglia di bronzo nei 1500 metri piani ai Giochi olimpici di Montréal 1976.

## Biografia
Da juniores ha vinto la medaglia d'argento ai campionati europei di categoria del 1970. Finì poi settimo ai campionati europei del 1971, ai Giochi olimpici di Monaco di Baviera 1972 e ai campionati europei del 1974.
Ha poi vinto la medaglia d'oro ai campionati europei indoor del 1976, la medaglia di bronzo ai Giochi olimpici di Montréal 1976 e la medaglia d'argento ai campionati europei indoor del 1977, sempre nei 1500 m piani.
Ai campionati europei indoor ha vinto anche tre medaglie nelle staffette: una medaglia di bronzo nella 4×800 metri nel 1971 e due medaglie d'oro nella 4×720 metri nel 1972 e 1973.
Nelle competizioni nazionali, Wellmann ha rappresentato i club sportivi TV 1885 Haiger e TuS 04 Leverkusen. È diventato campione della Germania Ovest negli 800 m piani nel 1973 e campione dei 1500 m piani nel 1973, 1974 e 1976. Ha avuto una rivalità con l'altro mezzofondista tedesco occidentale Thomas Wessinghage.
Wellmann è stato allenato da Gerd Osenberg e, dopo essersi ritirato dalle competizioni, ha allenato Sonja Oberem e altri atleti. È stato sposato con la collega di distanza Ellen Tittel, che poi prese il cognome Wellmann. Più tardi divorziarono, ma Ellen successivamente sposò Thomas Wessinghage e prese il nome di Ellen Wessinghage.